# Guus Hupperts
Guus Hupperts (Heerlen, 25 april 1992) is een voormalig Nederlands voetballer die doorgaans als aanvaller speelde.

## Carrière
Hupperts groeide op in Gulpen. Als kind speelde hij bij de lokale amateurclub FC Gulpen, waar hij op achtjarige leeftijd werd gescout door Roda JC. Hij doorliep vervolgens de jeugdopleiding van Roda JC en sloot in het seizoen 2007/08 aan bij de selectie van het eerste elftal. Hupperts maakte op 17 oktober 2010 zijn competitiedebuut in de hoofdmacht, tijdens een met 4-1 gewonnen wedstrijd tegen Vitesse. Datzelfde seizoen kwam hij nog eenmaal in actie voor de club uit Kerkrade. Het grootste deel van het seizoen 2011/12 werd Hupperts aan de kant gehouden door een langdurende buikspierblessure. Hij kwam dat jaar tot zeven invalbeurten. Hupperts contract liep in de zomer van 2012 af. RKC Waalwijk en KV Mechelen toonden interesse, maar hij wilde doorbreken bij de club waar hij als kleine jongen naar kwam kijken. Zo verlengde hij zijn contract bij Roda JC. De hersteltrainingen naar aanleiding van zijn buikspierblessure wierpen hun vruchten af en op 20 oktober 2012 maakte hij zijn eerste doelpunt in de Eredivisie, tegen FC Twente. Hupperts degradeerde op zaterdag 3 mei 2014 met Roda JC naar de Eerste divisie.
Hupperts verruilde Roda JC in 2014 voor AZ. Hij maakte op 9 augustus 2014 zijn debuut voor de club uit Alkmaar in de eerste competitiewedstrijd van het seizoen, tegen Heracles Almelo (0-3 winst). Op aangeven van Muamer Tanković maakte hij in de 63ste minuut het tweede doelpunt. Een onomstreden basisspeler werd hij niet. AZ verhuurde Hupperts daarom in januari 2016 voor een half jaar aan Willem II. Daarmee dwong hij via de play-offs 2016 lijfsbehoud in de Eredivisie af.
Hupperts tekende in augustus 2016 een contract tot medio 2020 bij KSC Lokeren, de nummer elf van de Eerste klasse in het voorgaande jaar. Dat nam hem zo definitief over van AZ. Lokeren werd op 20 april 2020 failliet verklaard, waarna hij op straat kwam te staan. Enkele weken later werd Hupperts ingelijfd door VVV-Venlo, waar hij met ingang van seizoen 2020/21 een tweejarig contract tekende met een optie voor nog een jaar. De keuze voor VVV-Venlo had een opmerkelijk tintje, want zijn overgrootvader Louis Dielen stond aan de wieg van de oprichting van de club in 1903. Zijn verblijf in Venlo werd geen succes. Na een half jaar gaf de club te kennen dat hij alweer mocht vertrekken. Hupperts slaagde er echter niet in een andere club te vinden, maakte het seizoen af en beleefde dusdoende opnieuw een degradatie naar de Eerste divisie. Ook in zijn tweede seizoen in Venlo kreeg hij amper nog speeltijd, waarna Hupperts en VVV in december 2021 overeenstemming bereikten over een voortijdige ontbinding van zijn contract. Na de winterstop ging Hupperts meetrainen bij Groene Ster waar hij vanaf seizoen 2022/23 ook aansloot bij de selectie. Na een half jaar vertrok Hupperts daar weer. Hij verkaste terug naar België waar hij bij KFC Diest een contract tekende tot het einde van het seizoen. Ook daar vertrok de aanvaller alweer na een half jaar. Samen met zijn ploeggenoot Jordie Briels verruilde hij Diest voor Turkse Rangers waar ook voormalig Roda JC-ploeggenoot Aleksandar Stankov ging spelen. In 2024 sloot Hupperts aan bij amateurclub VV Schaesberg, maar gaf er al na één competitieduel de brui aan, omdat hij prioriteit gaf aan zijn voetbalschool en geen bankzitter wilde zijn.

## Carrièrestatistieken
| Seizoen                               | Club            | Competitie      | Competitie | Competitie | Beker | Beker | Internationaal | Internationaal | Overig | Overig | Totaal | Totaal |
| Seizoen                               | Club            | Competitie      | Wed.       | Dlp.       | Wed.  | Dlp.  | Wed.           | Dlp.           | Wed.   | Dlp.   | Wed.   | Dlp.   |
| ------------------------------------- | --------------- | --------------- | ---------- | ---------- | ----- | ----- | -------------- | -------------- | ------ | ------ | ------ | ------ |
| 2010/11                               | Roda JC         | Eredivisie      | 2          | 0          | 1     | 0     | 0              | 0              | 0      | 0      | 3      | 0      |
| 2011/12                               | Roda JC         | Eredivisie      | 7          | 0          | 0     | 0     | 0              | 0              | 0      | 0      | 7      | 0      |
| 2012/13                               | Roda JC         | Eredivisie      | 32         | 4          | 1     | 0     | 0              | 0              | 4      | 0      | 37     | 4      |
| 2013/14                               | Roda JC         | Eredivisie      | 34         | 9          | 4     | 4     | 0              | 0              | 0      | 0      | 38     | 13     |
| 2014/15                               | AZ              | Eredivisie      | 28         | 2          | 3     | 0     | 0              | 0              | 0      | 0      | 31     | 2      |
| 2015/16                               | AZ              | Eredivisie      | 13         | 0          | 1     | 0     | 8              | 0              | 0      | 0      | 22     | 0      |
| 2015/16                               | → Willem II     | Eredivisie      | 13         | 0          | 0     | 0     | 0              | 0              | 4      | 1      | 17     | 2      |
| 2016/17                               | KSC Lokeren     | Eerste klasse A | 17         | 0          | 0     | 0     | 0              | 0              | 10     | 3      | 27     | 3      |
| 2017/18                               | KSC Lokeren     | Eerste klasse A | 17         | 2          | 1     | 0     | 0              | 0              | 9      | 4      | 27     | 6      |
| 2018/19                               | KSC Lokeren     | Eerste klasse A | 22         | 2          | 2     | 0     | 0              | 0              | 0      | 0      | 24     | 2      |
| 2019/20                               | KSC Lokeren     | Eerste klasse B | 3          | 0          | 1     | 1     | 0              | 0              | 0      | 0      | 4      | 1      |
| 2020/21                               | VVV-Venlo       | Eredivisie      | 11         | 1          | 1     | 0     | 0              | 0              | 0      | 0      | 12     | 1      |
| 2021/22                               | VVV-Venlo       | Eerste divisie  | 4          | 0          | 0     | 0     | 0              | 0              | 0      | 0      | 4      | 0      |
| 2022/23                               | Groene Ster     | Derde divisie   | 17         | 2          | 2     | 0     | 0              | 0              | 0      | 0      | 19     | 2      |
| 2022/23                               | KFC Diest       | Derde afdeling  | 12         | 5          | 0     | 0     | 0              | 0              | 0      | 0      | 12     | 5      |
| Carrière totaal                       | Carrière totaal | Carrière totaal | 232        | 28         | 17    | 5     | 8              | 0              | 27     | 8      | 284    | 41     |
| Bijgewerkt tot en met 1 augustus 2023 |                 |                 |            |            |       |       |                |                |        |        |        |        |

## Interlandcarrière
Nederland onder 21
Hupperts debuteerde op 14 augustus 2013 in Nederland –21, in een vriendschappelijke wedstrijd tegen Tsjechië –21 (1-0 verlies).
| Interlands van Guus Hupperts    | Interlands van Guus Hupperts    | Interlands van Guus Hupperts    | Interlands van Guus Hupperts    | Interlands van Guus Hupperts    | Interlands van Guus Hupperts    |
| №                               | Datum                           | Wedstrijd                       | Uitslag                         | Soort Wedstrijd                 | Doelpunten                      |
| Als speler bij Roda JC Kerkrade | Als speler bij Roda JC Kerkrade | Als speler bij Roda JC Kerkrade | Als speler bij Roda JC Kerkrade | Als speler bij Roda JC Kerkrade | Als speler bij Roda JC Kerkrade |
| ------------------------------- | ------------------------------- | ------------------------------- | ------------------------------- | ------------------------------- | ------------------------------- |
| 1.                              | 14 augustus 2013                | Tsjechië - Nederland            | 1 – 0                           | Vriendschappelijk               | 0                               |
| 2.                              | 10 oktober 2013                 | Georgië - Nederland             | 0 – 6                           | Kwalificatie EK –21             | 0                               |
| 3.                              | 14 oktober 2013                 | Nederland - Oostenrijk          | 0 – 3                           | Vriendschappelijk               | 0                               |
| 4.                              | 18 november 2013                | Frankrijk - Nederland           | 1 – 1                           | Vriendschappelijk               | 0                               |
| Als speler bij AZ               |                                 |                                 |                                 |                                 |                                 |
| 5.                              | 4 september 2014                | Nederland - Georgië             | 0 – 1                           | Kwalificatie EK –21             | 0                               |
| 6.                              | 8 september 2014                | Nederland - Slovenië            | 0 – 1                           | Kwalificatie EK –21             | 0                               |
| 7.                              | 14 oktober 2014                 | Portugal - Nederland            | 5 – 4                           | Play-offs EK –21                | 0                               |

Nederland onder 20
Hupperts debuteerde op 22 maart 2013 in Nederland –20, in een vriendschappelijke wedstrijd tegen Servië –21 (2-1 winst). Het bleef bij deze wedstrijd.
| Interlands van Guus Hupperts    | Interlands van Guus Hupperts    | Interlands van Guus Hupperts    | Interlands van Guus Hupperts    | Interlands van Guus Hupperts    | Interlands van Guus Hupperts    |
| №                               | Datum                           | Wedstrijd                       | Uitslag                         | Soort Wedstrijd                 | Doelpunten                      |
| Als speler bij Roda JC Kerkrade | Als speler bij Roda JC Kerkrade | Als speler bij Roda JC Kerkrade | Als speler bij Roda JC Kerkrade | Als speler bij Roda JC Kerkrade | Als speler bij Roda JC Kerkrade |
| ------------------------------- | ------------------------------- | ------------------------------- | ------------------------------- | ------------------------------- | ------------------------------- |
| 1.                              | 22 maart 2013                   | Nederland - Servië              | 2 – 1                           | Vriendschappelijk               | 0                               |